# あすみが丘ブランニューモール
あすみが丘ブランニューモールは、千葉県千葉市緑区あすみが丘にあるカスミフードスクエアを中核店舗とするショッピングモールである。

## 沿革
2000年10月 - 土気あすみが丘とうきゅうを中核店舗として開業。
2011年8月 - 中核店舗である土気あすみが丘とうきゅうが閉店。
2011年11月 - 中核店舗としてカスミフードスクエアあすみが丘店が開店。
2019年2月 - エスコンジャパンリート投資法人が国内不動産信託受益権を取得。

## 出店店舗
- 1階-カスミフードスクエア、オークスブックセンター、KFC、丼丸やまと、マルハチ、大吉、台湾料理 福祥、バーガーキング、わくわく広場、ルアージュ、ラスコリナス、メガネの愛眼、ポニークリーニング、あすみ総合歯科診療所、G-Braves、保険クリニック
- 2階-サンキ、ビバホーム、マツモトキヨシ、ダイソー、ちば興銀、京葉銀行、モーリーファンタジー、ときめき整骨院、アスビーファム、アクトスWill_G 、マクドナルド、南房総 やまと寿司(マクドナルド、南房総 やまと寿司は、駐車場エリア内)
- 3階-VEGAあすみが丘ボウル、カーブス

あすみが丘は東急不動産が開発した為、東急ストアや東急ボウルなどの東急グループの店舗が入居していたが、いずれも閉店した。

## 交通アクセス
・JR外房線土気駅よりタクシー5分、徒歩14分
・千葉中央バスあすみが丘B線 「あけぼの通り東」バス停下車 徒歩約5分
・千葉中央バスあすみが丘東線　「ブランニューモール」バス停下車 徒歩約5分
※土気駅発はあすみが丘東線、あすみが丘B線共に同じバス停に到着